# キャロリン・ジョーンズ (女優)
キャロリン・スー・ジョーンズ（Carolyn Sue Jones,  1930年4月28日 - 1983年8月3日）は、アメリカ合衆国の女優である。

## 来歴
1930年にテキサス州アマリロ生まれ。母親は主婦で父親は美容師だった。尚、彼女自身1/8がネイティブ・アメリカンの血を引いている。1934年に父親が家族を残したまま家を出てしまい、母方の両親の元へ移り住んでいる。幼少期より映画などの影響でエンターテイメント業界に興味を抱き、15歳の時にパサデナ・プレイハウスの劇団へ最年少で入団。後に同劇団でのスカウトがきっかけでパラマウント映画と契約し、1952年にエドモンド・オブライエン主演の『黒い街』で映画デビューを飾った。翌年には『復讐は俺に任せろ』やヴィンセント・プライス『肉の蝋人形』など様々な映画にクレジットされている。50年代はアルフレッド・ヒッチコックやビリー・ワイルダーなど名だたる監督たちの映画へも出演し、1957年に出演した『独身者のパーティ』では、翌年のアカデミー助演女優賞にもノミネートされた。1964年から1966年まで出演したテレビシリーズ『アダムスのお化け一家』は彼女の代表的な作品としても知られており、劇中ではアダムス一家の母親で妻でもあるモーティシア・アダムスを演じている。1971年にはフィクション小説『Twice Upon a Time』で作家デビューも果たした。

### 私生活
4度の結婚歴があり、パサデナ・プレイハウス時代に最初の結婚をするが後に離婚。その後、映画プロデューサーのアーロン・スペリングと結婚したが、9年後に離婚した。

### 死去
1981年に結腸癌の診断を受け、治療を施して仕事を続けたが、1982年に癌が再発。1983年7月には昏睡状態になり、ウェスト・ハリウッドの自宅で8月3日に息を引き取った。53歳だった。

## 出演作品
- 黒い街 The Turning Point (1952)
- バリ珍道中 Road to Bali (1952)
- 腰抜けM・P Off Limits (1953)
- 肉の蝋人形 House of Wax (1953)
- 宇宙戦争 The War of the Worlds (1953) ※ノークレジット
- 復讐は俺に任せろ The Big Heat (1953)
- Geraldine (1953)
- 蛇のような男 Make Haste to Live (1954)
- The Saracen Blade (1954)
- 事件の死角 Shield for Murder (1954)
- 西部は俺に任せろ Three Hours to Kill (1954)
- デジレ Désirée (1954)
- 七年目の浮気 The Seven Year Itch (1955)
- やさしい罠 The Tender Trap (1955)
- ボディ・スナッチャー/恐怖の街 Invasion of the Body Snatchers (1956)
- 知りすぎていた男 The Man Who Knew Too Much (1956)
- The Opposite Sex (1956)
- 独身者のパーティー The Bachelor Party (1957) ※アカデミー助演女優賞ノミネート
- Johnny Trouble (1957)
- 殺し屋ネルソン Baby Face Nelson (1957)
- 初恋 Marjorie Morningstar (1958)
- 闇に響く声 King Creole (1958)
- 罠の中の男 The Man in the Net (1959)
- 波も涙も暖かい A Hole in the Head (1959)
- ガンヒルの決斗 Last Train from Gun Hill (1959)
- 果てしなき夢 Career (1959)
- 北海の果て Ice Palace (1960)
- Sail a Crooked Ship (1961)
- 西部開拓史 How the West Was Won (1962)
- 坊やの作戦命令 A Ticklish Affair (1963)
- 夕陽の対決 Heaven with a Gun (1969)
- Color Me Dead (1969)
- 悪魔の沼 Eaten Alive (1977)
- アダムス・ファミリー オリジナル版 Halloween with the New Addams Family (1977) ※テレビ映画
- さよならミス・ワイコフ Good Luck, Miss Wyckoff (1979)
- ドリーム・マーチャント/ 夢を売る男 The Dream Merchants (1980)
- 深夜の断崖/ 黒いレースの女 Midnight Lace (1981)

### テレビドラマ
- Chevron Theatre (1952)
- Mr. & Mrs. North (1952, 1954)
- ドラグネット Dragnet (1953 - 1955)
- The Colgate Comedy Hour (1954)
- Lux Video Theatre (1954)
- The Pepsi-Cola Playhouse (1954)
- シュリッツ・プレイハウス Schlitz Playhouse of Stars (1954 - 1957)
- My Favorite Husband (1955)
- Jane Wyman Presents The Fireside Theatre (1955, 1957)
- The Millionaire (1955, 1957)
- ヒッチコック劇場 Alfred Hitchcock Presents (1955)
- 戦慄の旅券/ 危険へのパスポート Passport to Danger (1956)
- 特命記者 Wire Service (1957)
- パニック! Panic! (1957)
- ゼネラル・エレクトリック・シアター General Electric Theater (1957)
- クライマックス! Climax! (1957)
- 幌馬車隊 Wagon Train (1957 - 1963)
- Zane Grey Theater (1957 - 1961)
- プレイハウス90 Playhouse 90 (1958)
- The DuPont Show with June Allyson (1960)
- フロンティア・サーカス Frontier Circus (1962)
- Dr. Kildare (1962)
- バークにまかせろ Burke's Law (1963 - 1964)
- The DuPont Show of the Week (1964)
- アダムスのお化け一家 The Addams Family (1964 - 1966)
- バットマン Batman (1966 - 1967)
- ランゴ Rango (1967)
- モッズ特捜隊 The Mod Squad (1969)
- 恋愛専科 Love, American Style (1969, 1970)
- ネーム・オブ・ザ・ゲーム The Name of the Game (1970)
- バージニアン The Virginian (1971)
- 警部ダン・オーガスト Dan August (1971)
- The New Scooby-Doo Movies (1972)
- 世にも不思議な出来事 Ghost Story (1972)
- 弁護士ペリーメイスン The New Perry Mason (1973)
- 鬼警部アイアンサイド Ironside (1974)
- 事件記者コルチャック Kolchak: The Night Stalker (1975)
- エラリー・クイーン Ellery Queen (1976)
- ワンダーウーマン Wonder Woman (1976 - 1977)
- ルーツ Roots (1977)
- Dr.刑事クインシー Quincy M.E. (1977, 1981)
- ラブ・ボート The Love Boat (1979)
- 大西洋を乗っとれ The French Atlantic Affair (1979)
- ファンタジー・アイランド Fantasy Island (1979 - 1982)
- Capitol (1982)